# Bronchocela cristatella
Bronchocela cristatella (Kuhl, 1820) è un piccolo sauro della famiglia Agamidae.

## Distribuzione e habitat
La specie è diffusa in Myanmar, Thailandia, Malaysia, isole Andamane, isole Nicobare, Singapore, Indonesia, Filippine e Nuova Guinea.